# Bruno Ernst
Bruno Ernst (seudónimo de J.A.F. ("Hans") de Rijk) (Róterdam, 19 de febrero de 1926) es un físico holandés, profesor de matemáticas, física y cosmografía, publicista y divulgador de la ciencia. Se dio a conocer internacionalmente a través de sus libros sobre la obra del artista gráfico Maurits Escher. Ha publicado más de 250 obras bajo seis seudónimos sobre temas que van desde relojes de sol y astronomía hasta caligrafía y arte. Su lema es Nescius omnium curiosus sum (no sé nada pero tengo curiosidad por todo).

## Fundador
De Rijk es el fundador de: 
- El Observatorio Popular Simon Stevin en Oudenbosch, más tarde Hoeven (Noord-Brabant), el primer observatorio nacional holandés.
- El circuito holandés de relojes de sol
- Mercator
- Revista de Física Arquímedes
- la revista de matemáticas de los compañeros de clase de Pitágoras de 1961.)

En 1983, junto con el matemático van der Blij, fundó la Fundación Ars et Mathesis "para promover el interés por el arte que se inspira en las matemáticas".

## Seudónimos
Para las diferentes disciplinas en las que De Rijk publicó, utilizó seudónimos separados:
- Ben Elshout - fotografía y cine
- Ben Engelhart - grafología y escritura
- Bruno Ernst - ciencia exacta

## Homenajes
- En 1966 De Rijk recibió un Clavel de Plata.
- El 30 de marzo de 2007, los cursos de astronomía, matemáticas y física de la Universidad de Leiden organizaron un simposio vespertino para celebrar su 81.er aniversario.
- En 2008, De Rijk ganó el premio NWO Eureka a la mejor obra en el campo de la comunicación científica.
- El Asteroide 11245 Hansderijk lleva su nombre.

## Publicaciones
Incluyen:

### van B. Engelhart
- Kalligraphie, Wolters-Noordhoff, Groningen, MCMLXVI (1956).
- Caligrafía. La belleza de la escritura, Groningen, Wolters. 1960..
- Introducción a la caligrafía, J.B. Wolters, 1966, 96 págs.
- con J. W. Klein, 50 siglos de escritura, Aramith, Ámsterdam, 1988.

### van Bruno Ernst
- con Tjomme de Vries, W.P. Atlasdel universo, traducido como Ernst, Bruno y Vries, Tjomme Edzart de, Atlas del Universo, Nelson, 1961
- Thieme's Starbook, Thieme & Cie, Zutphen, 1965
- Thieme's Star Photo Book, Thieme & Cie, Zutphen, 1968
- Living mathematics, Teleac, Delft, 1969.
- Festival de Pitágoras , Wolters-Noordhoff, 1970.
- El sol como reloj, 1983.
- Aventuras con figuras imposibles, Aramith, Ámsterdam, 1985.
- árboles de Pitágoras, Aramith, Ámsterdam, 1985.
- 25 siglos de la medición de tiempo, Aramith, Ámsterdam, 1988.
- El toverspiegel de M. C. Escher, Taschen, Colonia, 1994.
- El espejo mágico de M.C. Escher, Meulenhoff/Landshoff 1987 (traducido como, entre otros, El espejo mágico de M.C. Escher y Der Zauberspiegel des MC Escher).[1]
- conoce a J. L. Locher, Editor. F. H. Bool, J. R. Kist, J. L. Locher, F. Wierda, M. C. Escher, M. C. Escher: Su vida y obra gráfica completa. Con un Catálogo Completamente Ilustrado
- Ilusiones Ópticas
- Mundos imposibles
- Figuras imposibles
- Aventuras Con Figuras Imposibles
- Aventuras Con Objetos Imposibles
- Con Ireen Niessen, The Eye: Impossible and Multi-Faceted Figures, 1986
- Bitácora de M.C. Escher, Bookman International BV. Hilos, ISBN 90-6761-057-7, 1ª edición 1993.[2]
- Escher. Hechicero en papel, Waanders, Zwolle, 1998
- La holografía
- La más interesante de las pruebas del teorema de Pitágoras
- con el Rey, A. I. J. M., el Arte y las Matemáticas, la maravilla y la imaginación, 2008